# Boulangerie

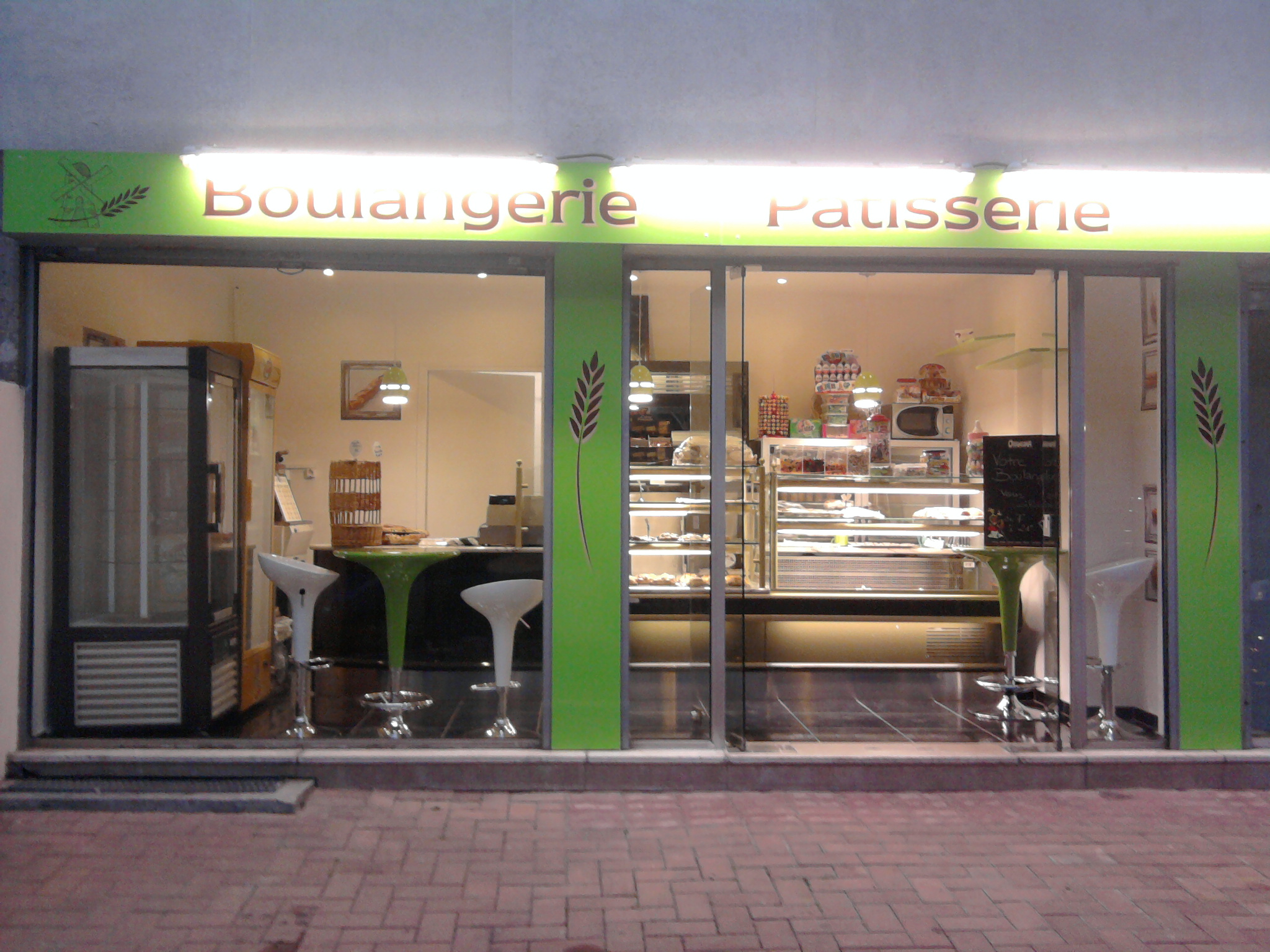
Boulangerie : le lieu de vente.

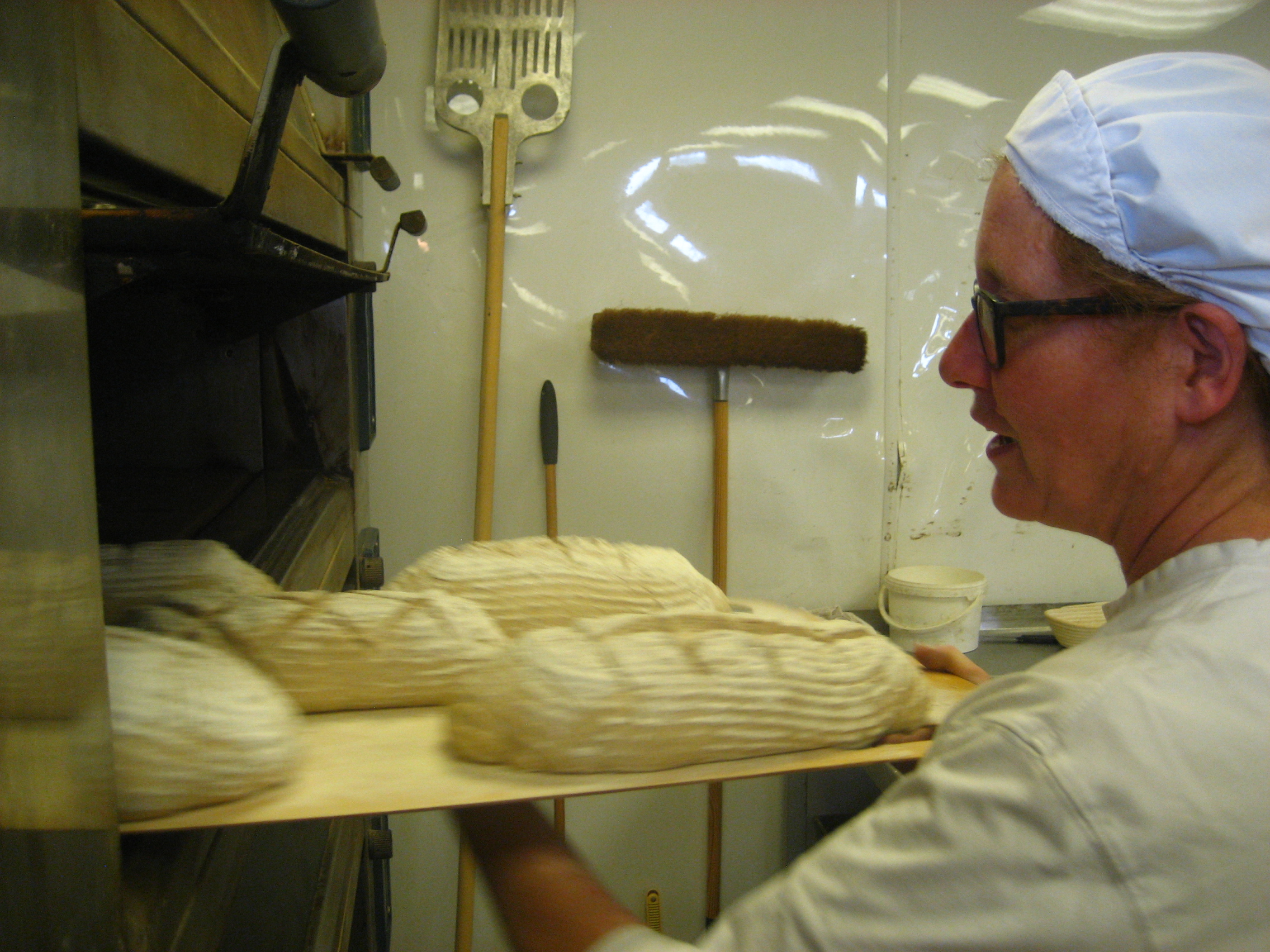
L'atelier artisanal.

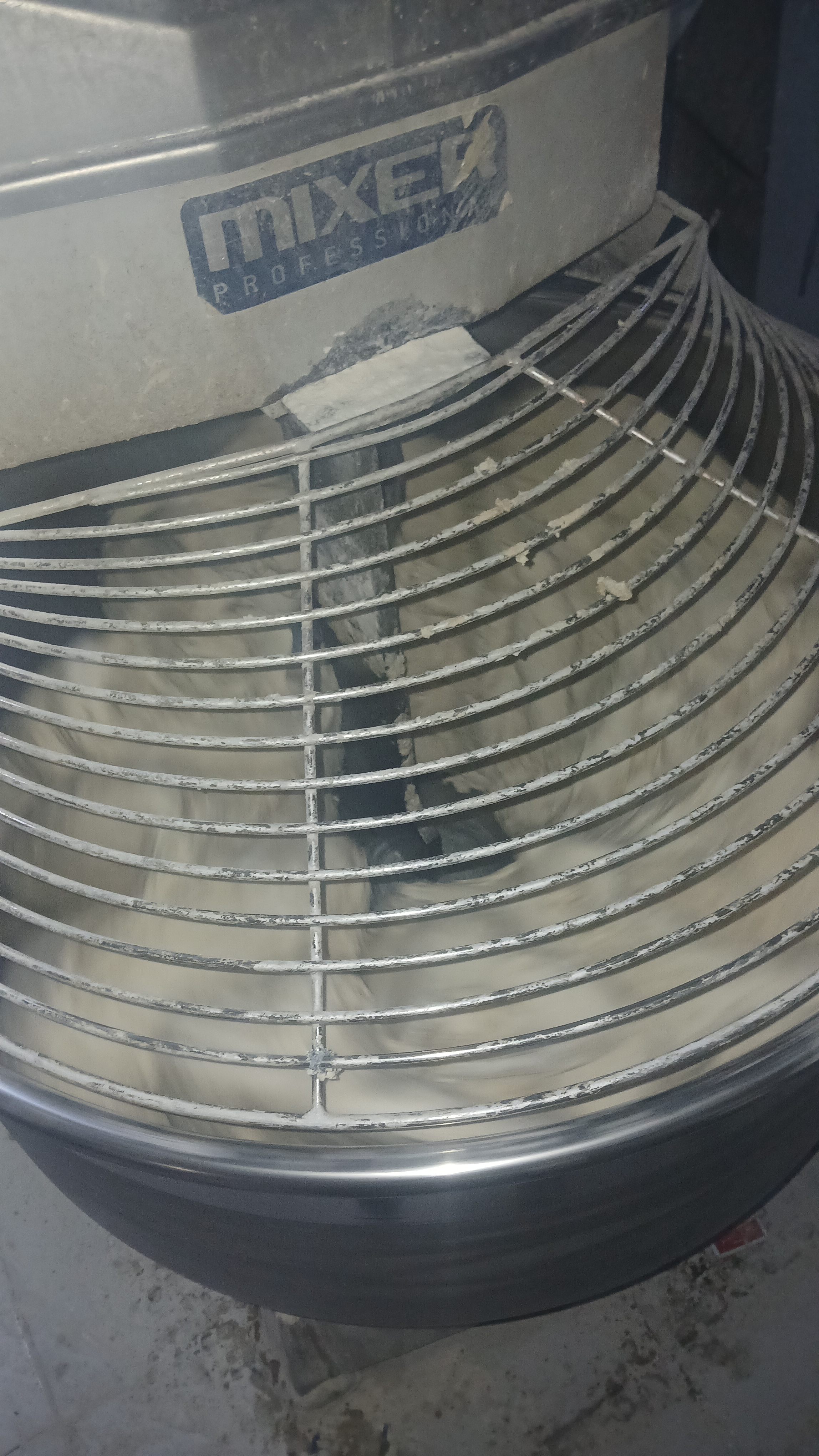
Moulin pour patter la farine.

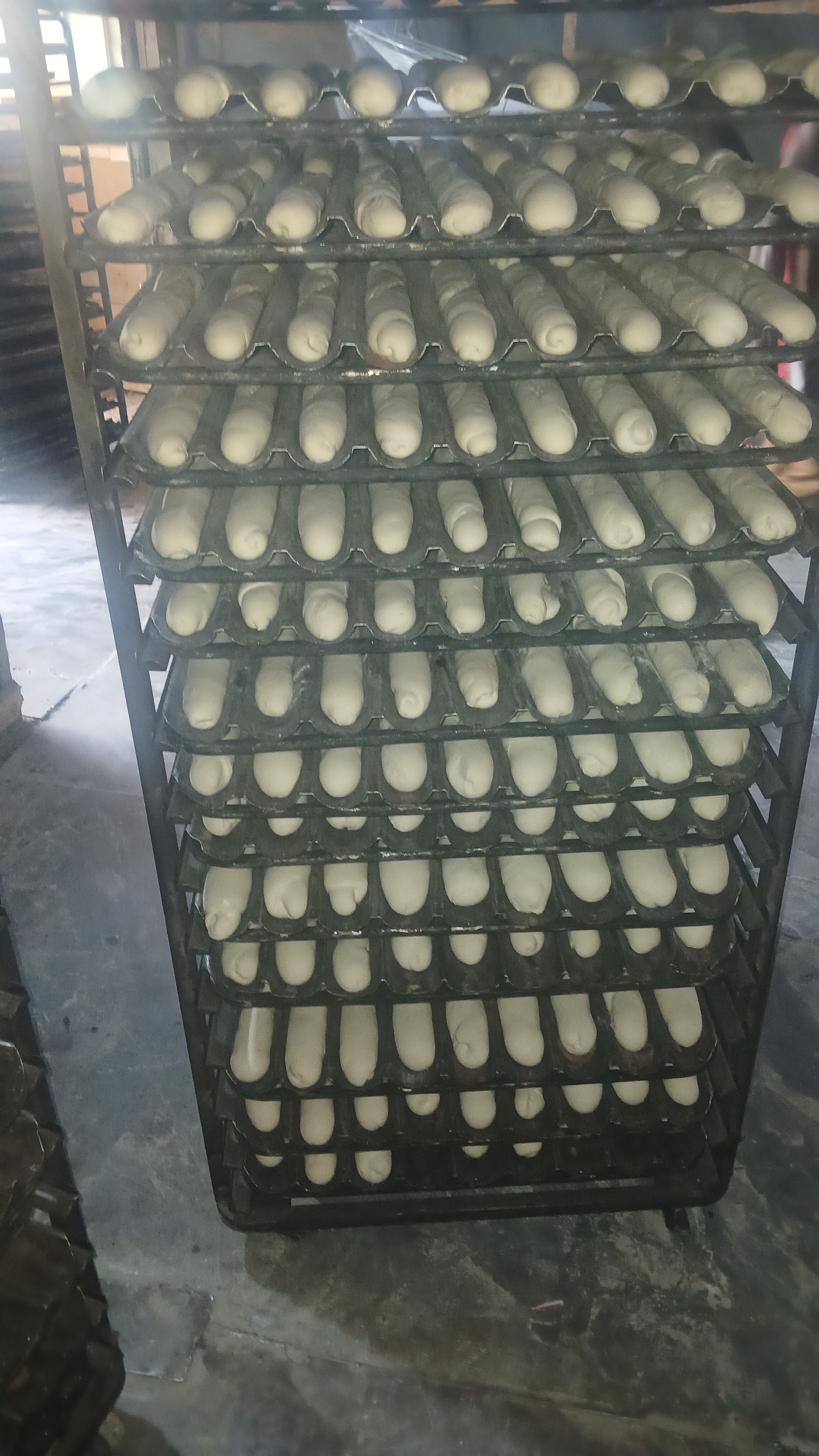
Chariot du pain.

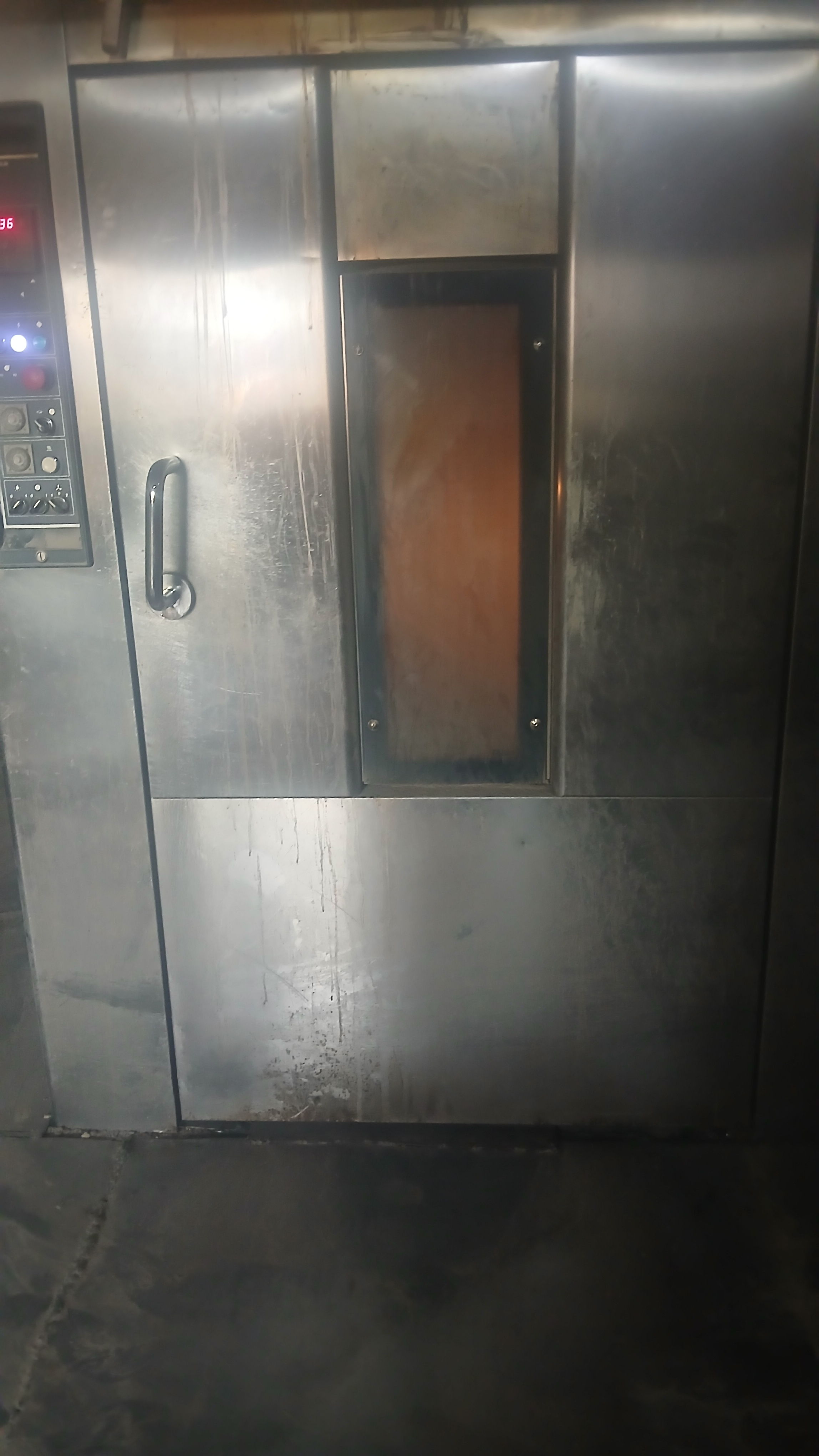
Four électrique.

Une boulangerie est un type de commerce de détail de fabrication et de vente de pain, et qui propose éventuellement une gamme d'autres produits alimentaires (pâtisserie, viennoiserie, sandwichs, chocolat, confiserie, produits secs...). Elle est tenue par un boulanger et ses apprentis. Cette activité a été l'objet de bien des attentions de la part des gouvernés et gouvernants du fait de son importance dans l'alimentation. Son évolution est souvent significative de l'évolution de la société : urbanisation, impôts, réglementations, recherche scientifique, industrialisation, emprise du marketing, etc.

## Étymologie
« Boulanger » est un terme d'origine picarde, apparu sous la forme de bolengarius et bolengerius (en latin médiéval), boulenc en ancien picard, pour prendre sa forme française actuelle vers 1299. Ce mot désigne celui qui fabrique les pains ronds. 
L'usage de ce mot a éliminé progressivement dans la langue française ceux de talmelier, de pesteur (pistor, celui qui pétrit) et de panetier (que l'on retrouve en italien, panettiere, et en espagnol, panadero).
L'action de fabriquer puis le lieu de fabrication est devenue boulenguerie, attesté en 1314, boulengerie en 1611 et boulangerie en 1680.

## Historique

### Émergence d'un métier

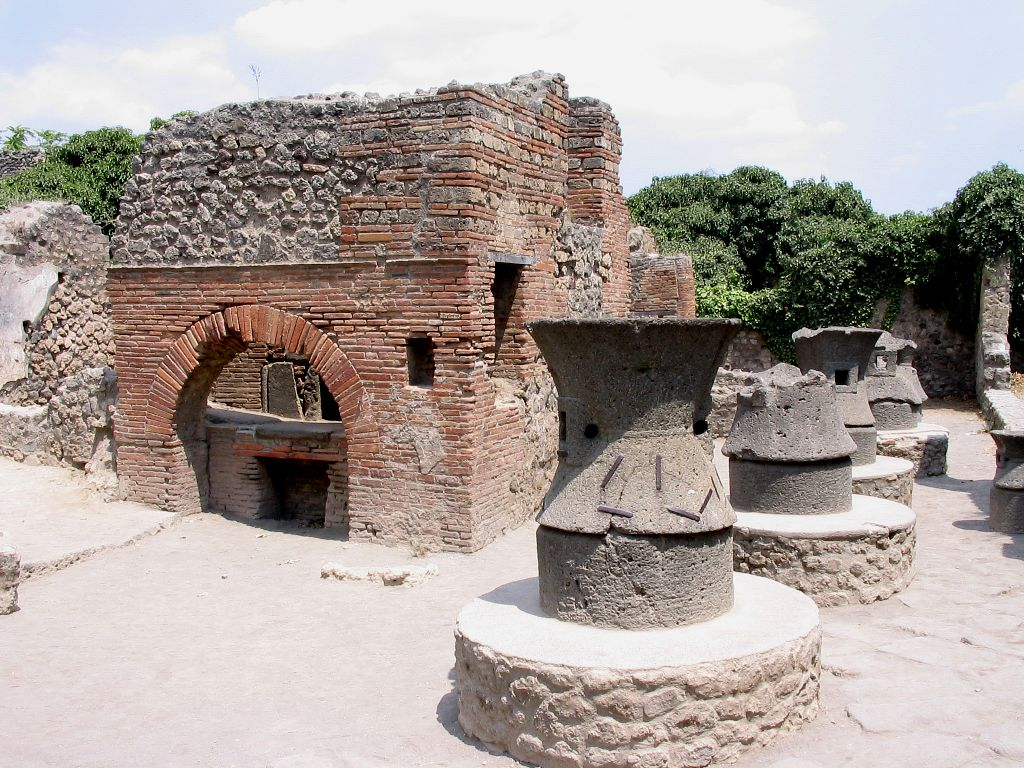
Une boulangerie de Pompéi.

Durant l'Antiquité, en Égypte antique ou en Grèce antique par exemple, des ventes de pain sont constatées dans les marchés, ce qui prouve l'existence d'une activité boulangère. Avec la civilisation romaine, les notables romains s'attachent les services de boulangers grecs dans leur villa, l'importance du pétrissage est mise en exergue, un collège de meunerie-boulangerie est créé à Rome.
En Europe, la profession boulangère apparaît plus nettement en milieu urbain durant le VIIIe siècle, avec le renouveau des grandes cités et le développement de communautés religieuses. Les pétrins mécaniques n'existent pas bien entendu (bien qu'un pétrin actionné par un cheval ait été représenté quelques siècles plus tôt sur le tombeau d'un maître boulanger de Rome, Eurizaces), et le pétrissage du pain est astreignant, avec le plus souvent un ouvrier spécialisé sur cette seule tâche, le gindre ou geindre (issu de junior ou juvenis, le jeune apprenti), alors que le fournier, est chargé de la cuisson.

Boulanger posant devant sa « boulangerie américaine » indiquée en arménien, ladino (caractères hébraïques), anglais, turc, grec et russe, à Ortaköy, Istanbul (Turquie), 1922

Jusqu'à la révolution française, la cuisson du pain se réalise dans un four à bois appartenant au seigneur appelé : four banal. Son utilisation est obligatoire et implique de verser une redevance au seigneur appelé le ban. Ce four est affermé au fournier, qui cuit l’intégralité du pain consommé par la communauté. Plus tard, le four banal deviendra communal, en conservant néanmoins le système de taxe sur chaque utilisation.
L’exclusivité du four communal disparaît progressivement et l’importance du pain dans l’alimentation ne cesse de s’accroitre. De nombreux fours à bois sont construits dans les villages et le métier de fournier se développe. Le four à bois restera le seul outil de cuisson jusqu’à l’invention du four à gaz et du four électrique à la fin du XIXe siècle.
En parallèle, pour beaucoup de ménages, en ville, et la quasi-totalité des foyers en campagne, la fabrication du pain reste une activité domestique. Le pain est devenu une nourriture de base, même si la pâtisserie a sans doute existé avant le pain. La profession de boulanger, appelé encore talmelier (le boulanger tamise lui-même sa farine) ou pesteur (du latin pistor, celui qui pétrit la pâte) ou encore panetier, est organisée en corporation, ses pratiques sont contrôlées, ses prix sont surveillés, son activité est taxée.

### Maturité et importance sociale d'une profession auxXVIIIeetXIXesiècles

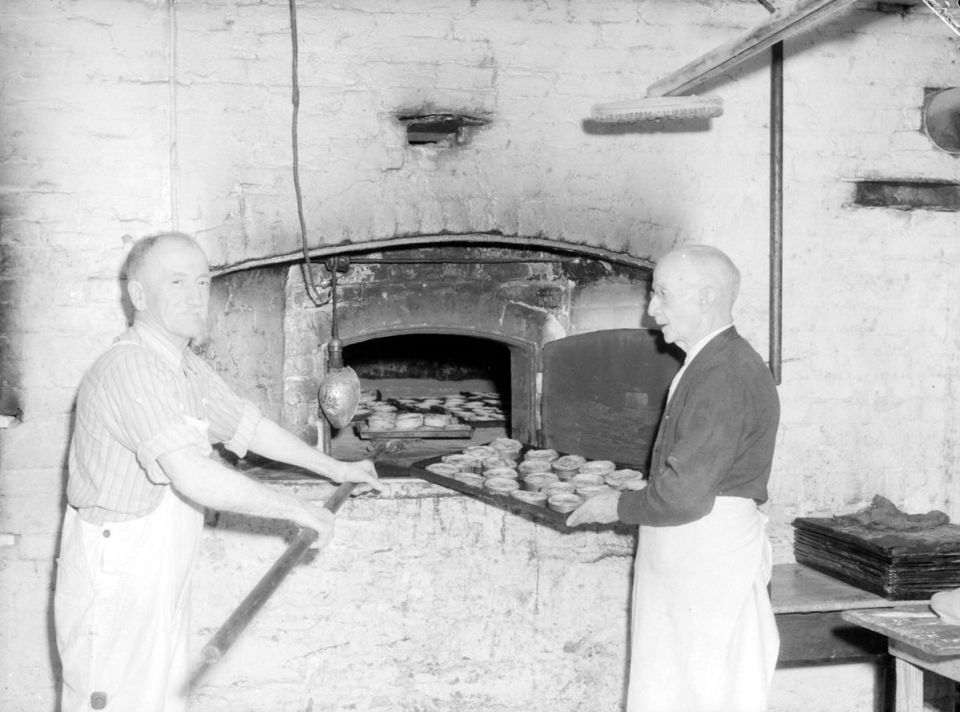
Boulangerie de monsieur Lloyd en 1943, rue Wellington à Verdun (Montréal).

Les techniques de panification se diversifient d'une région à l'autre en Europe, variant par la levure, la mouture de la farine, la cuisson. Au XVIIIe siècle, l'apparition, puis la généralisation de pains longs fendus, avec une croûte dorée et croustillante (la grigne), est une des caractéristiques de l'histoire du pain français. 
À partir de 1750, plusieurs scientifiques s'intéressent aux techniques meunières et boulangères. Giacomo Bartolomeo Beccari étudie notamment les propriétés du gluten. Paul-Jacques Malouin publie en 1767 l'Art du meunier du vermicelier et du boulanger. Antoine Parmentier complète cet ouvrage - et le contredit sur quelques points - en publiant à son tour en 1780 un livre intitulé Le parfait Boulanger, qu'il lit à l'Académie des Sciences. Antoine Parmentier crée ensuite, avec le concours d'Antoine-Alexis Cadet de Vaux, une école gratuite de boulangerie, à Paris.
Dans Paris, avant et pendant la Révolution de 1789, la production boulangère est un point de crispation sociale, du fait de son importance dans l'alimentation. La boulangerie est certes un métier important, mais les boulangers sont enviés et impopulaires, suspectés de spéculation sur le prix de la farine. Les magasins doivent être grillagés. Les 5 et 6 octobre 1789, une marche des femmes des faubourgs parisiens sur Versailles, ramenant à la capitale la famille royale, s'effectue, dit-on, au cri de : « Nous ramenons le boulanger, la boulangère et le petit mitron »,. Et le 21 octobre 1789, un boulanger est lynché. 
En 1801, l'administration napoléonienne impose des réserves de farines, réduit le nombre de boulangeries, et tente de réglementer strictement le prix du pain. Les boulangers réagissent en développant une vaste gamme de pains fantaisie, attractifs et échappant aux catégories administratives. Soucieux du moral de ses armées, le pouvoir crée également des boulangeries itinérantes, munies de fours métalliques, permettant la cuisson de pain pour les soldats, ce qui propage le pain à la mode française, relativement blanc, à travers toute l'Europe.
La France compte déjà, sous le Premier Empire, douze mille boulangeries pour vingt-huit millions d'habitants, malgré de nombreux fours ruraux encore en activité. Pour soulager les artisans boulangers sur le pétrissage, des prototypes de pétrins mécaniques sont testés un peu partout, notamment en Autriche, en Italie et en France. En 1811, Hyacinthe Lembert obtient un prix de la Société d'encouragement pour l'industrie nationale, pour une machine capable de pétrir la pâte, inventée dès 1796. Cette machine encore limitée, la lembertine, n'obtient pas le succès escompté, mais elle ouvre la voie à une mécanisation, favorisée également par une exigence de plus en plus forte sur l'hygiène.
La hantise de la faim disparaît progressivement et les pays occidentaux connaissent une croissance soutenue, facilitée par la fin des conflits de l'ère napoléonienne. L'activité boulangère se renouvelle dans ces pays, en innovant sur les produits, mais aussi en connaissant des effets de mode : dans les années 1820, ce sont les pains anglais et, dans les années 1830, les produits de la boulangerie autrichienne. Un étudiant autrichien, August Zang, fonde d'ailleurs à Paris la Boulangerie viennoise, au 92 rue de Richelieu, et y propose notamment le pain viennois, fait à partir de gruau de Hongrie, et des croissants. Les minoteries introduisent également des marques de farine.
Dans un de ses ouvrages consacrés au pain, Claude Thouvenot rapporte qu'en 1895, un curé, se nourrissant de pain bis, se procurait du pain blanc pour «donner à ses pauvres». N'ayant pu, un jour, se fournir en pain blanc, il offre un morceau de son pain bis personnel à un mendiant et se voit répondre : « Monsieur, gardez votre pain ! L'ouvrier sans travail est déjà assez malheureux pour ne pas recevoir l'injure d'être comparé à une bête, car c'est du pain de chien que vous me donnez là ! ». Jusqu'au milieu du dix-neuvième siècle, le pain blanc, fabriqué en boulangerie, est une nourriture de riches, ayant les moyens de s'offrir d'autres aliments, et choisissant ce pain par snobisme. Mais progressivement, ce pain blanc, symbole de réussite sociale, est revendiqué par les moins nantis. À un aliment ayant une réelle valeur nutritionnelle, le pain bis, se substitue ainsi dans les habitudes alimentaires (particulièrement en France, beaucoup moins par exemple dans les pays anglo-saxons) une denrée élégante d'accompagnement des plats.

### Désaffection des consommateurs et réaction de la profession en France

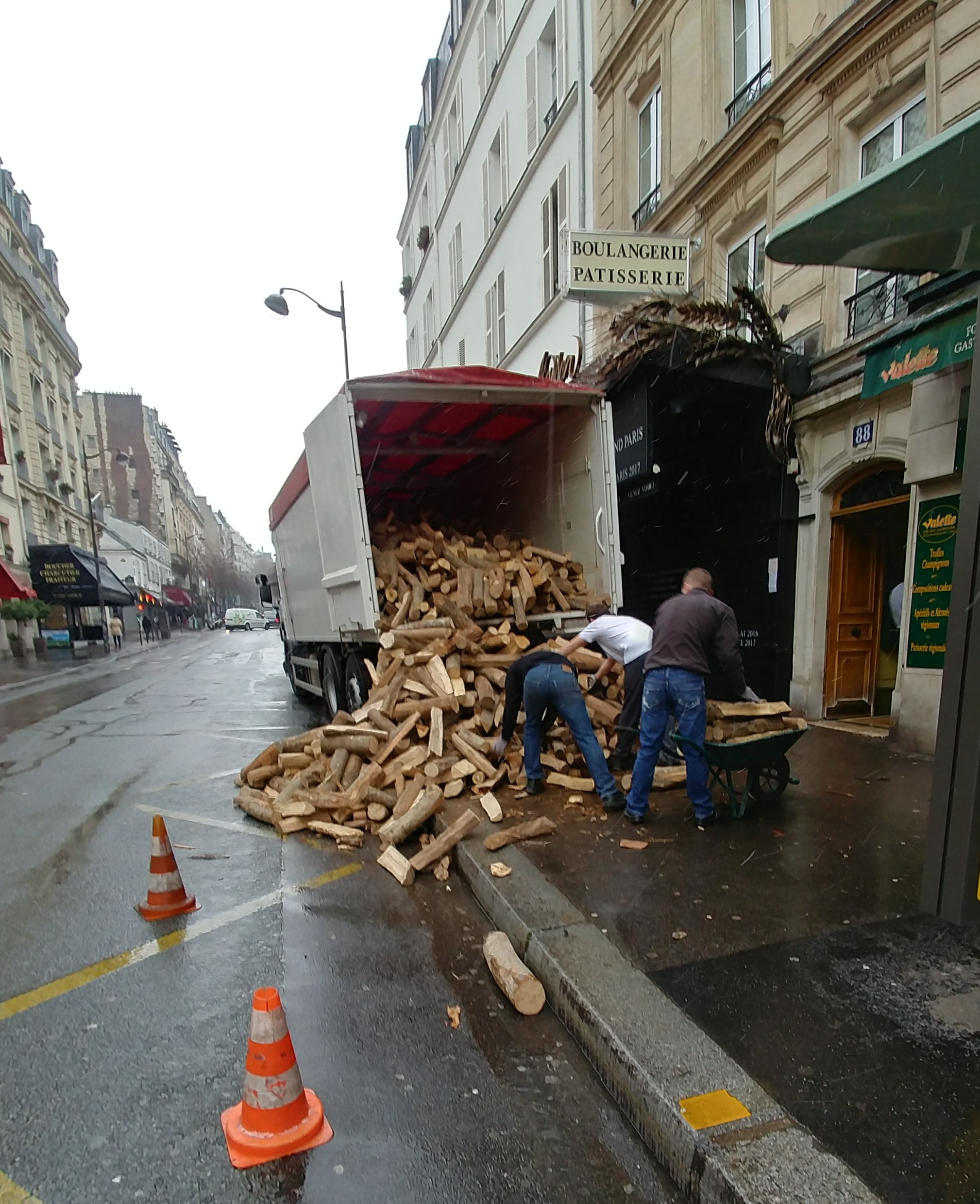
Une livraison de bois à Paris, certainement pour permettre à la boulangerie de cuire son pain au feu de bois.

La consommation quotidienne française de pain, de 450 grammes en 1880, passe à 170 grammes un siècle plus tard, et se place dans la moyenne des pays européens. Malgré les évolutions techniques, la désaffection pour le pain provoque, dans le dernier tiers du XXe siècle, la fermeture de nombreuses boulangeries artisanales en France. Cinquante mille boulangeries existaient encore en 1960, pour quarante-cinq millions d'habitants. Elles ne sont plus, en 2012, que trente-cinq mille pour soixante-six millions d'habitants.
Ces boulangeries artisanales se trouvent confrontées également à la grande distribution, mais les boulangeries artisanales résistent mieux que d'autres commerces alimentaires, les boucheries par exemple. Elles résistent en suscitant des lois réglementant la fabrication du pain et en retournant à leur fournil pour tenter de retisser le lien avec les attentes des consommateurs.
À partir des années 1980, de nombreux boulangers réinstallent des fours à bois afin de renouer avec les traditions, et de retrouver le goût authentique d’un pain cuit au feu de bois. Comme Lionel Poilâne, connu pour sa miche au levain, beaucoup se tournent vers les fours à bois. Jacques Mahou[Qui ?] rapporte : « Avec un four électrique, on parvient à avoir une chaleur tombante en réglant la température, mais comme il n’y a pas de flammes, la captation des arômes ne se fait pas ». En parallèle la production de pains spéciaux comme la faluche du Nord ou encore le pain de seigle de Thiézac se multiplie.
Des «appellations protégées» sont également mises en place. Un pain de tradition française est défini par un décret de 1993, réagissant à l'arrivée de pâtes surgelées livrées pour être cuites dans des établissements devenus des terminaux de cuisson, sans rapport avec la boulangerie artisanale traditionnelle.
À partir de 1997, le terme de « boulangerie » est réservé aux seuls boulangers sélectionnant eux-mêmes leurs farines, pétrissant leur pâte et cuisant leurs pains sur le lieu de vente. Ce décret de 1997 inspirera la loi du 25 mai 1998 puis en 2016, l'article L122-17 du Code de la consommation.
Depuis 2010, et faisant suite à la révision générale des politiques publiques (RGPP), les Directions départementales de la protection des populations (DDCSPP et DDPP) ne relèvent plus ces infractions comme le faisaient les directions départementales de la concurrence, de la consommation et de la répression des fraudes (DDCCRF), rendant inapplicable et caduque la loi sur l'appellation de boulangerie[réf. nécessaire].
Pour promouvoir l'image de la profession, et la qualité de production, un prix décerné par la Mairie de Paris récompense chaque année la meilleure boulangerie de Paris, qui a également l'honneur de voir ses pains servis tous les jours au Palais de l'Élysée.

## Chiffres-clés

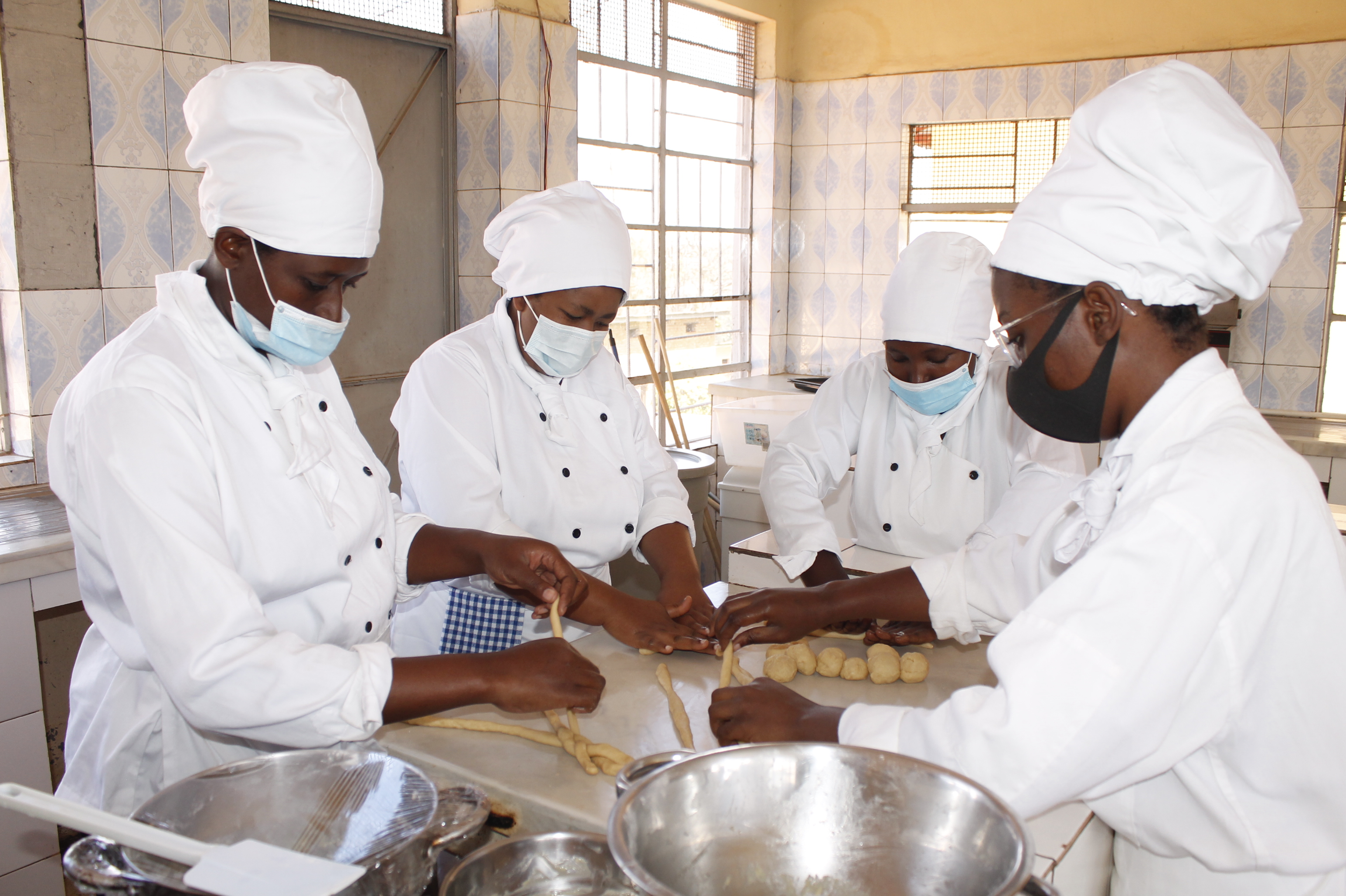
École de boulangerie au Rwanda

Les plus gros consommateurs de pain en Europe restent les Allemands, avec une très grande diversité de l'offre dans ce pays, du pain noir au pain de seigle, en passant par le pain d’orge : plus de 3 000 variétés de pains y sont répertoriées. La consommation de pain se situe en France en 2007 à 120 grammes en moyenne par jour et par personne,, et se situe dans la moyenne européenne.
La fabrication de pain en France se répartit ainsi :
- Boulangerie artisanale : 64,7 % ;
- Boulangerie industrielle (hors exportation) : 23,7 % ;
- Atelier de boulangerie en grande surface : 9,7 % ;
- Importation de pain : 1,8 % ;
- Secteur public (administrations publiques, collectivités locales…) : 0,1 %.

Concernant toujours la production, la boulangerie artisanale française se maintient face aux entreprises industrielles et aux grandes surfaces. Il subsiste plus de 33 000 boulangeries en France qui génèrent un chiffre d’affaires annuel de plus de 7 milliards d’euros hors taxes, à comparer à 14 000 en Allemagne. En Allemagne, la boulangerie artisanale et industrielle emploie environ 290 000 salariés et 29 000 apprentis, pour 140 000 salariés et 20 000 apprentis en France. Un patron allemand de ce secteur a en moyenne une vingtaine de salariés pour 4 en France.
En prolongeant la comparaison entre la France et l'Allemagne, l'Allemagne a un réseau de 44 000 points de vente pour 37 000 en France,.
En janvier 2023, 116 boulangeries font faillite en France à cause de l'augmentation du coût de l'énergie.